# Quadrille nach Motiven aus der Oper "Die Belagerung von Rochelle"
Quadrille nach Motiven aus der Oper "Die Belagerung von Rochelle", op. 31, är en kadrilj av Johann Strauss den yngre.

## Historia
Med mer än två dussin operor på sin meritlista var den irländskfödde tonsättaren Michael William Balfe (1808-70) Storbritanniens mest framgångsrike kompositör under första delen av 1800-talet. Det verk som etablerade Balfe i operavärlden var den mycket framgångsrika The Siege of Rochelle med premiär på Drury Lane Theatre i London den 29 oktober 1835. Balfe själv dirigerade premiären i Wien, då med titeln Die Belagerung von Rochelle, på Theater an der Wien den 24 oktober 1846. Den kvinnliga huvudrollen sjöngs av Jetty Treffz, som senare skulle bli Johann Strauss den yngres första hustru. Strauss hade tidigare arrangerat två kadriljer över teman från operor av Balfe: Quadrille nach der Oper "Der Liebesbrunnen" från operan Le Puits d'amour (på tyska Die Liebesbrunnen) och Zigeunerin-Quadrille från operan The Bohemian Girl (på tyska Die Ziegeunerin).
Den här gången använde han sig av motiv från operan The Siege of Rochelle till kadriljen Quadrille nach Motiven aus der Oper "Die Belagerung von Rochelle". Han skyndade sig att bli klar med den men planen slog slint. När kadriljen framfördes första gången (den 15 november 1846 på Dommayers Casino i Hietzing) var operan redan ett fiasko och togs bort från repertoaren efter bara tre föreställningar. Kadriljens öde blev lika sorgligt och försvann in i arkiven.

## Om kadriljen
Speltiden är ca 5 minuter och 14 sekunder plus minus några sekunder beroende på dirigentens musikaliska tolkning.